# الدوري السويسري لكرة اليد
الدوري السويسري لكرة اليد هو الدوري الرئيسي لكرة اليد للمحترفين في سويسرا. يدار من قبل اتحاد كرة اليد السويسري. تأسس في سنة 1950، ويتكون حاليا من قبل 24 فريقا.